# Ермоловка (Воронежская область)
Ермоловка — село в Лискинском районе Воронежской области России. Входит в состав Почепского сельского поселения.

## География
Находится примерно в 87 км (по шоссе) к югу от Воронежа на правом берегу реки Хворостань, высота центра селения над уровнем моря — 111 м.
На 2021 год в Ермоловке числится 7 улиц:
- ул. Зелёная
- ул. Колхозная
- ул. Круглая
- ул. Народная
- ул. Новая
- ул. Подгорная
- ул. Школьная

## История
Основано, как посёлок Ермолинский в 1778 году переселенцами (около 70 крестьян) из Боровского уезда Калужской губернии.

## Население
| 1859 | 1897 | 2010 |
| ---- | ---- | ---- |
| 663  | ↘639 | ↗689 |

## Инфраструктура
В селе работает средняя общеобразовательная школа.

## Транспорт
Ермоловка связана автобусным сообщением с райцентром Лиски.